# Gastrin
Gastrin je hormon koji potiče parijetalne stanice želuca,  na lučenje želučane kiseline (HCl) i potiče želučan motilitet.
Gen za gastrin nalazi se na dugom kraku 17. kromosoma. Gastrin je linearni peptidni hormon, a u tijelu se nalazi u tri oblika:
- gastrin-34 ("veliki gastrin")
- gastrin-17 ("mali gastrin")
- gastrin-14 ("mini gastrin)
- Pentagastrin je sintetički polipeptid, sastoji se od 5 aminokiselina istog redoslijeda kao i C terminalni dijelovi ostalih gastrina, te djeluje kao i gastrini, pa se koristi u medicini u dijagnostičke svrhe.

Gastrin izlučuju G stanice želuca, dvanaesnika i gušterače, a luči se na različite podražaje:
- istezanje želuca
- stimulacija lutajućeg živca (lat. nervus vagus)
- prisutnost djelomično probavljenih proteina, posebice aminokiselina
- hiperkalcijemija

Izlučivanje gastrina inhibiraju:
- prisutnost kiseline u želucu
- somatostatin, sekretin, glukagon, kalcitonin